# Garbayuela
Garbayuela (extremadurai nyelven Garvayuela) település Spanyolországban, Badajoz tartományban. Garbayuela Agudo, Tamurejo, Siruela, Puebla de Alcocer és Fuenlabrada de los Montes községekkel határos. Lakosainak száma 475 fő (2024).

## Népesség
A település népessége az utóbbi években az alábbiak szerint változott:
| Lakosok száma | 563  | 546  | 531  | 547  | 551  | 543  | 530  | 508  | 510  | 475  |
|               | 2001 | 2004 | 2006 | 2009 | 2011 | 2014 | 2016 | 2019 | 2021 | 2024 |